# Ligne 7 du métro de Shanghai
Pour les articles homonymes, voir Ligne 7.
La ligne 7 du métro de Shanghai est une des douze lignes du réseau métropolitain de la ville de Shanghai, en Chine. Elle relie le District de Baoshan à Shanghai et le centre-ville ainsi que des zones importantes comme Pudong et le site de l'Exposition universelle de 2010. Elle a comme terminus, pour le moment, les stations de Meilan Lake au nord de la ligne et la station Huamu Road à Pudong au sud de la ligne, à proximité du Shanghai New International Expo Center.

## Histoire
- La construction de la ligne a commencé le 24 novembre 2005.
- la première section en service fut celle reliant Huamu Road à l'Université de Shanghai, ouverte au public en décembre 2009[2],[3].
  - Durant les tout premiers mois, les trains étaient en service seulement de 9 h du matin à 4 h de l'après-midi, afin de permettre de continuer certains tests sur le reste du réseau.
  - En février 2010, les horaires sont étendus pour être en accord avec les standards des autres lignes du réseau[4],[5].
- Le 20 avril 2010, la station Houtan entre en service.
- En décembre 2010, le tronçon nord de la ligne est rallongé par 3 stations.
- En juin 2011, 2 nouvelles stations ouvrent sur le côté nord de la ligne (repoussant le terminus nord à la station de Meilan Lake).

## Stations de la ligne
| Nom de station En Anglais | Nom de station En Chinois | Connexions                                                  | District |
|                           |                           |                                                             |          |
| Meilan Lake               | 美兰湖                    |                                                             | Baoshan  |
| Luonan Xincun             | 罗南新村                  |                                                             | Baoshan  |
| Panguang Road             | 潘广路                    |                                                             | Baoshan  |
| Liuhang                   | 刘行                      |                                                             | Baoshan  |
| Gucun Park                | 顾村公园                  |                                                             | Baoshan  |
| Shanghai University       | 上海大学                  |                                                             | Baoshan  |
| Nanchen Road              | 南陈路                    |                                                             | Baoshan  |
| Shangda Road              | 上大路                    |                                                             | Baoshan  |
| Changzhong Road           | 场中路                    |                                                             | Baoshan  |
| Dachang Town              | 大场镇                    |                                                             | Baoshan  |
| Xingzhi Road              | 行知路                    |                                                             | Baoshan  |
| Dahuasan Road             | 大华三路                  |                                                             | Baoshan  |
| Xincun Road               | 新村路                    |                                                             | Putuo    |
| Langao Road               | 岚皋路                    |                                                             | Putuo    |
| Zhenping Road             | 镇坪路                    | Ligne 3 du métro de Shanghai · Ligne 4 du métro de Shanghai | Putuo    |
| Changshou Road            | 长寿路                    |                                                             | Putuo    |
| Changping Road            | 昌平路                    |                                                             | Jing'an  |
| Jing'an Temple            | 静安寺                    | Ligne 2 du métro de Shanghai                                | Jing'an  |
| Changshu Road             | 常熟路                    | Ligne 1 du métro de Shanghai                                | Xuhui    |
| Zhaojiabang Road          | 肇嘉浜路                  | Ligne 9 du métro de Shanghai                                | Xuhui    |
| Dong'an Road              | 东安路                    | Ligne 4 du métro de Shanghai                                | Xuhui    |
| Chuanchang Road           | 船厂路                    |                                                             | Xuhui    |
| Houtan                    | 后滩                      |                                                             | Pudong   |
| Changqing Road            | 长清路                    |                                                             | Pudong   |
| Yaohua Road               | 耀华路                    | Ligne 8 du métro de Shanghai                                | Pudong   |
| Yuntai Road               | 云台路                    |                                                             | Pudong   |
| West Gaoke Road           | 高科西路                  | Ligne 6 du métro de Shanghai                                | Pudong   |
| South Yanggao Road        | 杨高南路                  |                                                             | Pudong   |
| Jinxiu Road               | 锦绣路                    |                                                             | Pudong   |
| Fanghua Road              | 芳华路                    |                                                             | Pudong   |
| Longyang Road             | 龙阳路                    | et maglev                                                   | Pudong   |
| Huamu Road                | 花木路                    |                                                             | Pudong   |
|                           |                           |                                                             |          |

### Stations Importantes
- La station Shanghai University dessert l'Université de Shanghai.
- La station Zhenping Road où se croisent les lignes 3 et 4.
- Jing'an Temple, station au cœur de la Nanjing Road, connexion entre la ligne 7 et la ligne 2 dessert le Temple de Jing'an.
- La station Gucun Park où est situé le parc de Gucun.